# 블라디미로프 대구경 기관총
블라디미로프 대구경 기관총(러시아어: Крупнокалиберный пулемёт Владимирова(КПВ), KPV)은 소비에트 연방이 1949년에 개발한 14.5mm X 114mm 탄을 사용하는 기관총이다. 기관총으로 분류하기는 하지만, 기관포와 기관총의 중간 정도에 해당한다. 이 기관총은 크기와 중량 문제로 보병이 들고 다니며 사용하는 화기는 아니며, ZPU-4 대공기관총으로 사용되거나 차량 및 전차 탑재용(BTR-60 장갑차나 BRMD-2 장갑차 등)으로 사용되고 있다. 전차 탑재용은 KPVT(КПВТ)라 불린다.
서방권 군대의 기갑차량들, 특히 보병전투차나 병력수송장갑차와 같은 장갑차 류에 특히 14.5mm탄에 대한 방호 능력을 필수로 갖추게 된 것은 이 KPV 때문이다. 벨기에 FN에서 1990년대 초반에 15mm급의 BG-15를 시제품 단계까지 개발했으나, 냉전 종식 후 취소되어 서방권에는 이 급에 해당하는 기관총이 없다.

## 일반 제원
- 총 본체 무게 : 약 50kg
- 길이 : 약 2m
- 총열 길이 : 1.35m
- 구경 : 14.5mm
- 발사속도 : 분당 600발
- 생산 방식 : 철판 프레스 및 용접

기타 내구성 및 신뢰성도 우수했다.

## 개발
이 기관총에 사용되는 14.5mm 탄환이 개발된 것은 1938년이었다. 이 탄환은 원래 대전차총용으로 개발된 것이었다. 제1차 세계 대전 당시 개발된 독일의 티게베어(13mm)와 TuF1918과 이들보다 조금 늦게 나온 존 브라우닝이 개발한 미국의 M2 중기관총은 12.7mm 탄환의 대구경탄환을 사용하여 대전차 및 대공용으로 개발된 것이었다. 구 소련도 이들을 모방하여 대전차총을 개발하는데 12.7mm로는 부족하다고 생각하여 개발한 것이 14.5mm 탄이다. 이 탄환은 당시 존재한 장갑차량 대부분의 장갑을 관통할 수 있었고, 곧 이 탄환을 사용하는 대전차총 2종류가 개발된다. PTRD-41과 PTRS-41이다. 이 두가지는 볼트액션이나 반자동이냐의 차이 정도만 있을 뿐, 큰 차이는 없었고, 독소전쟁 초기 대전차무기 부족에 시달리던 소련군에게 나름대로 유용한 무기가 되었다.
티게베어가 TuF1918로 발전한 것처럼 소련군도 이 탄환을 사용한 대전차기관총을 개발할 계획을 1942년에 세웠다. 그러나 급박한 전선 상황으로 여유가 없던 터라, 실제 개발은 1944년부터 시작되어 1949년에 블라디미르 대구경 기관총이라는 이름으로 개발,완료되었다. 개발된 KPV의 성능은 전쟁 중의 경험과 기술을 집약하여 꽤 우수하게 나왔지만, 제2차 세계 대전 말기의 전차들에는 소용이 없었다. 보병이 끌고 다니며 사용하기에는 너무 컸다. 그러나 소련은 대공용 및 장갑차 탑재용이라는 새로운 용도를 개발하게 된다.

## 운용

### 대공 화기

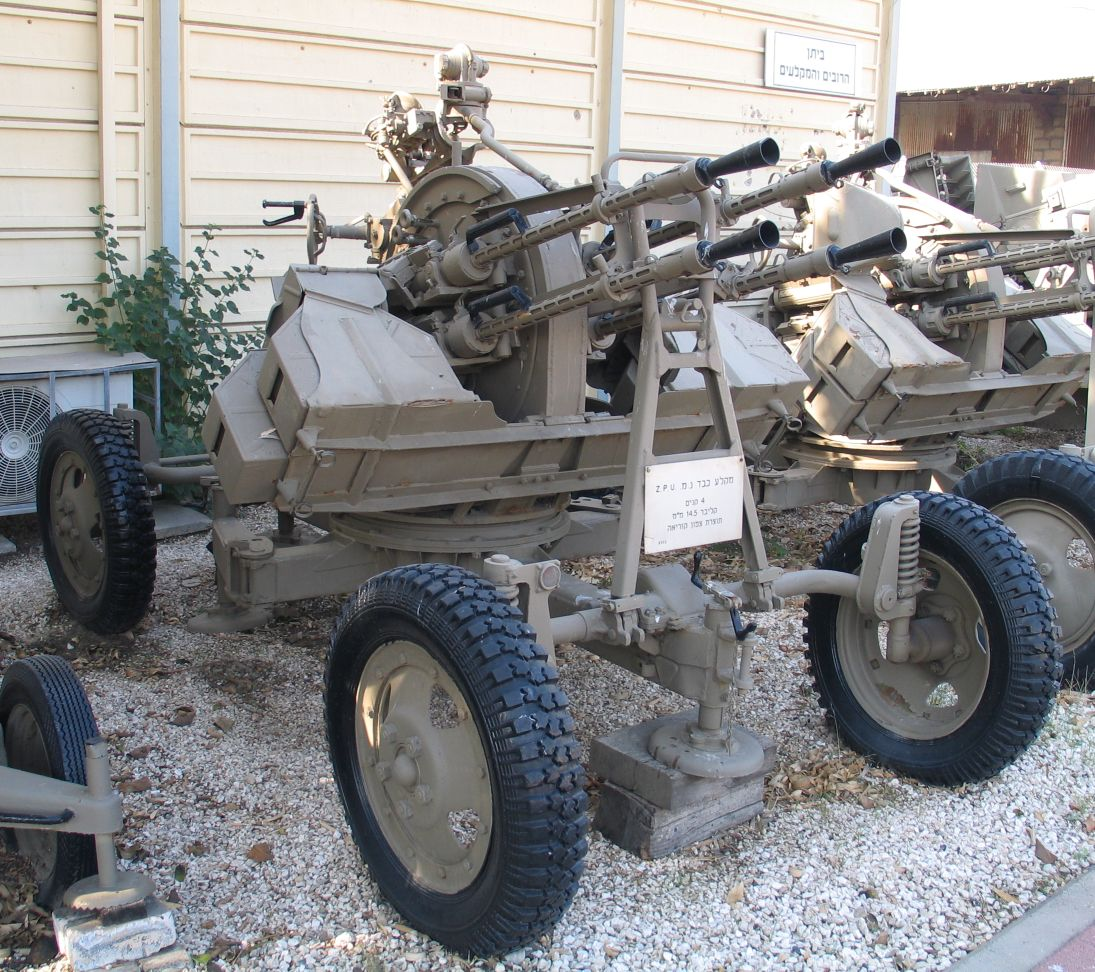
ZPU-4에 탑재된 KPV. ZPU-4는 4연장 대공기관총이란 의미이며, ZPU-2는 2연장이란 의미이다.

소련군은 처음에 12.7mm의 DShK을 대공용으로 사용했으나, 제트기 시대에 접어들면서 12.7mm로는 역부족이라고 판단했고, KPV를 대공용으로 전용하기 시작했다. 12.7mm 기관총보다 우수한 성능을 보이면서도 20mm 이상 기관포보다 운용에 편리했기 때문이다. 대공용으로 사용하기 위해서는 어차피 대공용 마운트에 안정적으로 얹어서 사용해야 하므로 거대한 크기도 별로 문제될 것이 없었다. KPV를 대공용 마운트에 얹은 것은 모두 4가지가 있다.
- ZPU-1 - KPV를 1자루 얹은 타입. 숫자 1이 KPV 1정이라는 의미
- ZPU-2 - 2연장 타입이다.
- ZGU-1 - ZPU-1과 동일하나 바퀴를 접을 수 있고, 무게를 가볍게 개량한 것이다.
- ZPU-4 - 4자루를 얹은 타입이다.[1]

이들 ZPU 시리즈들은 한국 전쟁, 베트남 전쟁에서 저공 비행하는 미군기들을 위협했고, 특히 베트남 전쟁에서 미군 헬기에 큰 위협이 되었다. 조선민주주의인민공화국도 이 시리즈들을 대량으로 운용하고 있으며, 주력 전차의 대공용 기관총으로 사용하고 있다. 최근의 이라크 전쟁에서도 다수 사용되었다.

### 장갑차 차재용 기관총

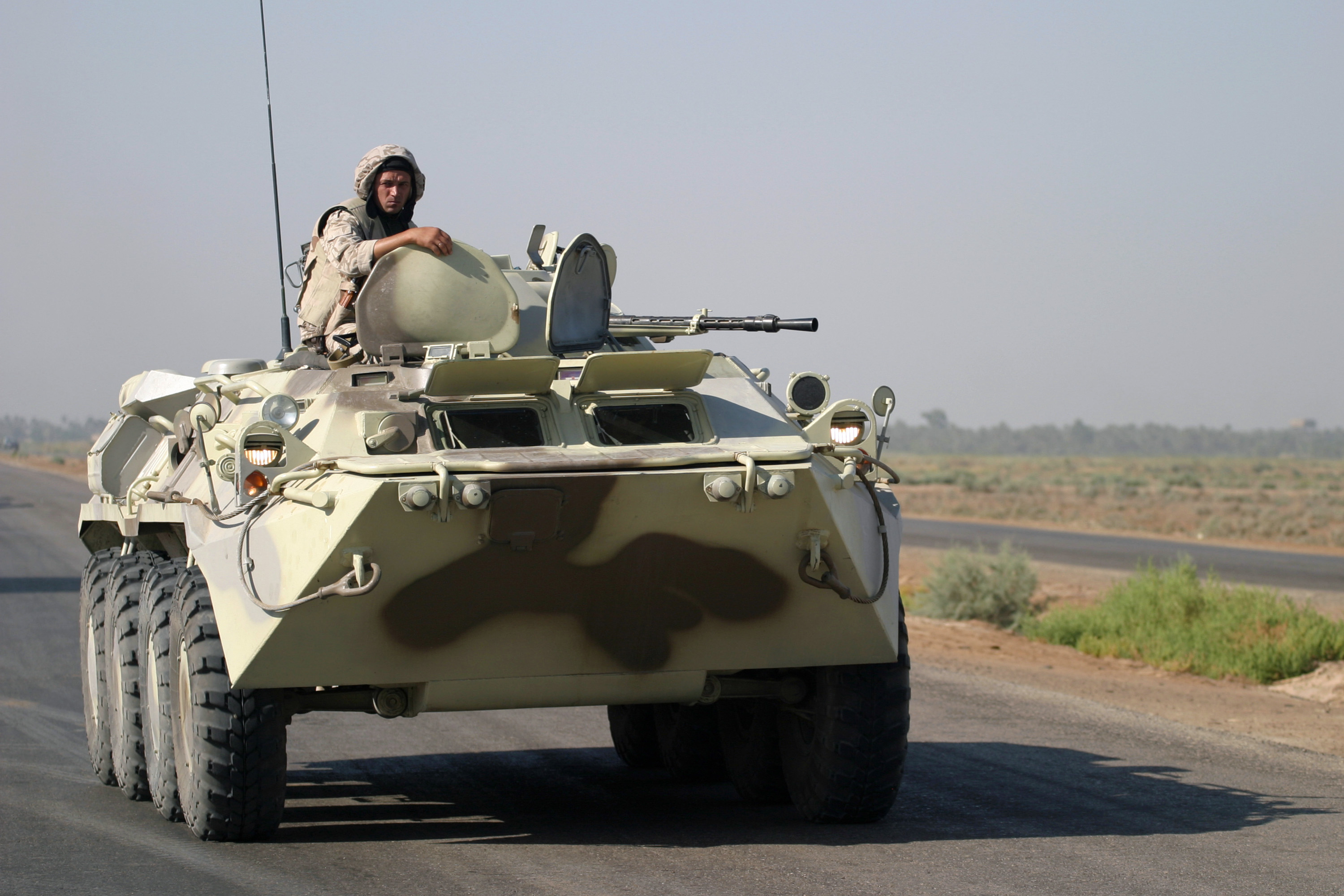
우크라이나군 BTR-80. 총열이 보이는 것이 KPVT

KPV의 또 다른 용도는 장갑차의 주무장이다. 동급 서방제 장갑차를 확실히 압도하기 위해서 병력 수송 장갑차에 KPV를 차재용으로 탑재하기 시작했다. 기본형 KPV와 약간 다르지만 큰 차이는 없다. BMP 시리즈의 보병 전투차에는 저압포나 기관포를 설치했지만, 그 외의 병력수송장갑차와 BRDM-2 장갑차 같은 정찰용 장갑차에는 KPV를 설치한 것이다.

### 사용 국가
- 아프가니스탄
- 알바니아
- 알제리
- 앙골라
- 불가리아
- 캄보디아
- 중화인민공화국
- 쿠바
- 체코슬로바키아
- 체코
- 슬로바키아
- 이집트
- 에리트레아
- 에스토니아
- 에티오피아
- 핀란드
- 헝가리
- 인도
- 이라크
- 이란
- 팔레스타인
- 라오스
- 레바논
- 리비아
- 말리
- 몽골
- 모잠비크
- 조선민주주의인민공화국[3]
- 니카라과
- 파키스탄
- 파나마
- 폴란드
- 루마니아
- 러시아
- 소말리아
- 소말릴란드
- 소련
- 수단
- 시리아
- 예멘
- 베트남
- 짐바브웨
- 시리아국가연합
- 루마니아 사회주의 공화국

## 참고 자료
- 플래툰 2006년 10월 호